# Bertil Norén (konstnär)
Bertil Richard Richardsson Norén, född 22 juni 1889 i Bollnäs, död 4 oktober 1934, var en svensk målare, grafiker och tecknare.
Han var son till kyrkoherden Richard Norén och Sofia Augusta Eugina Pettersson samt från 1917 gift med Gizela Nikes. Norén studerade vid Konsthögskolan i Stockholm 1909–1911 och en kortare period vid akademiens etsarskola. Därefter företog han omfattande studieresor till Frankrike, Italien, Spanien och de nordiska länderna. Han debuterade i en utställning tillsammans med Carl-Herman Runnström och Ivan Lönnberg i Stockholm 1912 samt medverkade i jubileumsutställningen i Luleå 1921 och upprepade gånger i olika grupp- och samlingsutställningar på Liljevalchs konsthall. En minnesutställning med hans konst visades på Liljevalchs 1938. Hans konst består av porträtt, figurkompositioner och målningar av genrekaraktär utförda i olja, gouache, akvarell och kolteckningar. Norén finns representerad vid Moderna museet, Nationalmuseum, Norrköpings konstmuseum och prins Eugens Waldemarsudde.